# Josep Maria Puig i Torralva
Josep Maria Puig i Torralva (València, 1854 - 1911) fou un escriptor valencià.
Fill d'uns modestos comerciants en perfums, començà estudis eclesiàstics al Seminari de València, però els hagué de deixar per a ocupar-se del negoci familiar. Fou membre de Lo Rat Penat, i dirigí, del 1880 al 1882, el «calendari llemosí» del mateix nom que havia iniciat el 1874 Constantí Llombart, de qui era deixeble. Amb ell participà també, el 1888, en l'intent de constituir una nova associació, L'Oronella, com a reacció a la deriva conservadora que havia pres el ratpenatisme. Obtingué la Flor Natural als Jocs Florals del 1897, i posteriorment va ser nomenat mestre en gai saber. El 1904 fundà l'associació València Nova, escissió de Lo Rat Penat on s'integraren un grup de joves nacionalistes disconformes amb l'apoliticisme d'aquesta entitat. Va reunir la seva obra poètica en Lliris i carts (1899) i va deixar inèdits un Ensaig d'ortografia valenciana i una Història gramatical de la llengua llemosina-valenciana.

## Obres

### Poesia
Puig i Torralva és autor d'un llibre de poesia, "Lliris y carts: poesíes valencianes", publicat l'any 1899 per l'establiment tipogràfic de Doménech. Dins del llibre trobem composicions de tema molt divers, però hi destaquen alguns puntals temàtics: poemes de tipus ratpenatista ("A la flor natural", "Al monestir de la Murta""...), poemes costumistes ("La missa captada", "Albades"...), composicions sentimentals de tipus romàntic i altres més clarament ideològiques.
D'entre el conjunt, podem assenyalar alguns textos per la seua especial rellevància:
- "La casa Payral" - En aquest poema l'autor compara la terra valenciana amb una casa que vol que es mantinga en peu resistint els mals embats del progrés.
- "Regionalisme" - Es tracta d'una composició que resumeix l'ideal polític valencianista de Puig i Torralva, i on aquest abraça tot el territori valencià fent-hi esment dels diferents tipus de paisatges i conreus.[4]
- "Plany del moro" - La composició està plantejada com un lament del rei moro que va perdre València. Ara bé, dins del to elegíac, notem l'orgull del rei per saber que molts trets culturals que distingiran els valencians durant els segles posteriors tindran origen musulmà.
- "Fruyts de l'associació obrera" - En aquest poema, Puig i Torralva defensa la unió sindical com a via per a aconseguir majors quotes de benestar social.

### Teatre
- La sort grossa, 1880
- Mare i madrastra, assaig dramàtic en un acte i en vers, 1889
- Patillotes, joguet còmic, 1899
- La gota de sang

### Estudis
- Orígens del gravat en València, en col·laboració amb Francesc Martí i Grajales, 1872
- Estudio histórico-crítico de los poetas valencianos de los siglos XVI, XVII i XVIII, 1883